# Victor Ion Popa
Victor Ion Popa (n. 29 iulie 1895, Bârlad, Tutova, România – d. 30 martie 1946, București, România) a fost un om de teatru și literat polivalent care a adus, prin opera sa dramatică, regizorală și pedagogică, o contribuție însemnată la evoluția teatrului românesc dintre cele două războaie mondiale. A fost, vreme de aproape cincisprezece ani, unul dintre colaboratorii constanti ai postului național de Radio, unde a ținut conferințe dedicate literaturii și teatrului. 
A fost un scriitor de mare talent, autorul unor piese apreciate de marele public precum și de critica literară și teorie teatrală:
- Sfârlează cu fofează;
- Maistorașul Aurel, ucenicul lui Dumnezeu. Cronica vremii și vieții lui Vlaicu (biografia lui Aurel Vlaicu, unul din pionierii aviației);
- Velerim și Veler Doamne (ecranizat de Sergiu Nicolaescu sub titlul Osânda, cu Amza Pellea în rolul principal).
- Take, Ianke și Cadîr

## Biografie
Victor Ion Popa s-a născut la Bârlad. A urmat școala primară la Călmățui, unde tatăl său era învățător. La Iași urmează cursurile primelor cinci clase de liceu la Liceul internat „Costache Negruzzi”, iar ultimele două clase liceale la Liceul „Național”, pe care-l absolvă în 1914. Debutează în literatură ca elev. După terminarea liceului s-a înscris la Conservatorul ieșean și, pentru un timp, la Facultatea de Drept; devine pedagog la Liceul Internat pentru a-și asigura situația materială.
- 1916 - 1917 - Urmează Școala de ofițeri de rezervă și ia parte la luptele de la Oituz cu Regimentul 12 Infanterie din Bârlad.
- 1917 - 1919 - Participă la ședințele cenaclului literar Academia Bârlădeană.
- 1918 - Actor al Teatrului Național din Iași.
- 1919 - S-a stabilit la Bârlad (1919), revine apoi la Iași unde se căsătorește cu Getta Kernbach.
- 1923 - Ajutor de pictor la Teatrul Național din București.
- 1925 - 1926 - Pictor scenograf, secretar literar.
- 1923 - 1924 - Secretar al Societății Autorilor Dramatici.
- 1923 - 1924 - Activează în cadrul Grupării teatrale „Atelier” și predă cursul de „Istoria Costumului și Decorului”.
- 1924 - Director de scenă la Teatrul Popular București. Montează piese la Teatrele Naționale din Craiova și Cernăuți.
- 1927 - 1929 - Director general al Teatrului Național din Cernăuți, perioadă în care a montat 41 de premiere și reluări. Aici a creat primul teatru românesc de păpuși și marionete și a deschis un ciclu de audiții muzicale însoțite de conferințe.
- 1929 - 1933 - Regizor la Teatrul „Maria Ventura”.
- 1933 - 1938 - Se dedică în exclusivitate scrisului.
- 1934 - Inspector delegat cu organizarea teatrului sătesc.
- 1936 - Sociologul Dimitrie Gusti îi încredințează proiectul pentru realizarea Muzeului Național al Satului, devenit ulterior Muzeul Național al Satului „Dimitrie Gusti”
- 1937 - Participă la Paris cu machete de decoruri de teatru, ceea ce i-a adus conferirea Legiunii de onoare din partea guvernului francez.
- 1938 - Director al Teatrului Muncitoresc „Muncă și Voie Bună”, înființat la inițiativa sa și devenit „Luptă și lumină”, apoi „Muncă și lumină”.
- 1939 - Trece la Teatrul din Sărindar.
- 1943 - Director al Oficiului Național Cinematografic (O. N. C.).
- 1944 - Demisionează din postul de director al Teatrului „Muncă și Voie Bună” și se angajează regizor la Teatrul „Comedia” al lui Sică Alexandrescu (azi Teatrul Odeon din București), devenit după naționalizare sala principală a Teatrului Național bucureștean (până în 1973).
- 1943 - 1944 - Profesor suplinitor la catedra de „Dicțiune, dramă și comedie” a Conservatorului din București.

## Distincții
- Ordinul Meritul Cultural, în gradul de Cavaler clasa I, pentru litere (1 februarie 1943)[3]

## Opera
Piesele sale alternează între tabloul idilic care face să dispară contradicțiile realității și drama sumbră, cu referire de critică socială, cu final ce alunecă spre tragic. Pentru tematică se refugiază în lumea burgheză, sătească, viața pitorească, sau în liniștea târgului patriarhal. Victor Ion Popa a considerat că piesele sale au nevoie de cultivarea tradiției patriarhale, respectiv de combaterea arivismului și a prostiei.

### Creația dramaturgică
Din variata sa creație dramaturgică se desprind câteva lucrări care relevă preocuparea pentru dramă și pentru comedia sentimentală:
- Ciuta, București, 1922;
- Păpușa cu piciorul rupt, București, 1926;
- Pufușor și Mustăcioară, București, 1926;
- Mușcata din fereastră, București, 1930;
- Shakespeare în infern, București, 1932;
- Vicleimul, cu un desen de Lena Constante, București, 1934;
- Acord familiar, București, 1935;
- Cuiul lui Pepelea, București, 1935;
- Piese într-un singur act legate de lumea satului: Încercarea, București, 1936; Plata birului. Deșteapta pământului. Cățelul sau așa ceva... - cu desenele Lenei Constante și ale autorului, Nu-i pentru cine se pregătește. Eu tac, tu taci, el tace...ea vorbește, București, 1934-1937;
- Mironosițele, București, 1938;
- Apa vie, 1938
- Take, Ianke și Cadîr, București, Publicațiile Societății Autorilor Dramatici Români, 1938;
- Veverița, 1940-1941
- Zece milioane, 1940-1941
- Cantonament buclucaș, București, 1942;

### Romane
- Floare de oțel, București, 1930;
- Velerim și Veler Doamne, București, 1933;
- A fost odată un război, București, 1936;
- Sfîrlează cu fofează, București 1936;
- Maistorașul Aurel, ucenicul lui Dumnezeu, I-III, București, 1939;

### Volume de nuvele
- Povestiri cu prunci și cu moșnegi (1936)
- Ghicește-mi în cafea Mic roman, urmat de alte mici romane și de alte mai mici pur și simplu, București, 1938;
- Bătaia, București, 1942;

### Ediții postume
- Cântecele mele... Postume, Editura Boema, București, 1946;
- Teatru, ediție îngrijită de Ștefan Cristea, prefață de Sanda Radian, București, 1958;
- Velerim și Veler Doamne. Floare de oțel, București, 1958;
- Scrieri despre teatru, ediție îngrijită de Vicu Mândra și Sorin Popa, prefață de Radu Beligan, București, 1969;
- Ghicește-mi în cafea, ediție îngrijită de Cornel Simionescu, prefață de N.I. Popa, București, 1972;
- Un om îndurerat, ediție îngrijită și prefață de Sorin Popa, București, 1973;
- Mic îndreptar de teatru, ediție îngrijită și postfață de Virgil Petrovici, București, 1977;
- Mușcata din fereastră, ediție îngrijită și prefață de Valeriu Râpeanu, București, 1984;
- Velerim și Veler Doamne. Floare de oțel, ediție îngrijită de Ion Neață, Timișoara, 1985.
- Cântecele mele..., ediție îngrijită de Cătălin-Andrei Teodoru, Editura Sfera, Bârlad, 2022;
- Victor Ion Popa.Artistul și criticul plastic. Album & varia. Cătălin-Andrei Teodoru.Editura Sfera, Bârlad, 2015.

### Traduceri
- G.B. Shaw, Profesiunea d-nei Warren, București, 1926;
- P.I. Jouve, Spitalul, București;
- Rudyard Kipling, Marinarii fără teamă, București
- Lev Tolstoi, Viața mea. Povestirea unei țărănci din Rusia, București;
- Oscar Wilde, Crima lordului Arthur Saville, București.